# Punk zine

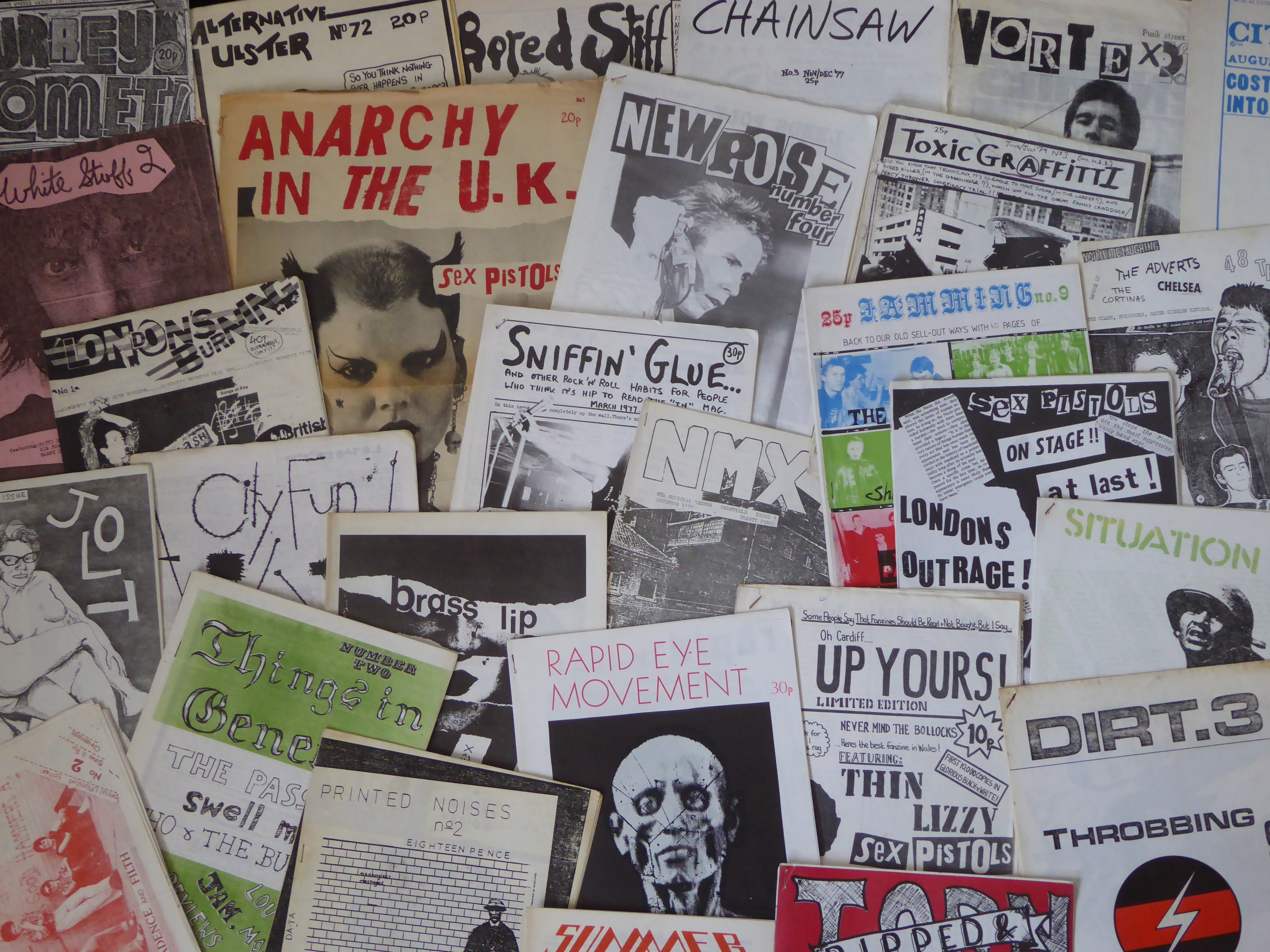
Fanzines punk británicos de los años 1970.

Un punk zine (o punkzine) es un zine relacionado con la subcultura punk y el género musical hardcore punk. A menudo producidos de manera primitiva o casual, presentan literatura punk, como comentarios sociales, poesía punk, noticias, chismes, reseñas musicales y artículos sobre bandas de punk rock o escenas punk regionales.

## Historia

### Años 1970: orígenes
A partir de la década de 1970, la estética «hágalo usted mismo» de la subcultura punk creó una próspera prensa underground. Las revistas amateurs relacionadas con el punk se inspiraron en los fanzine s de rock de principios de los años 70, que a su vez se inspiraron en fanzines de la comunidad de fanáticos de la ciencia ficción. Quizás el fanzines más influyente que pasó del fandom de la ciencia ficción al rock y, más tarde, al punk rock y la música new wave fue Who Put the Bomp de Greg Shaw, fundado en 1970.
Uno de los primeros fanzines punk fue Punk, fundado en la ciudad de Nueva York por John Holmstrom, Ged Dunn y Legs McNeil. El fanzine, que debutó en enero de 1976, defendió la escena musical underground de Nueva York y ayudó a asociar la palabra «punk» con estas bandas, más notablemente con los Ramones. Otros punkzines tempranos de los Estados Unidos incluyeron Search & Destroy (más tarde REsearch), Flipside y Slash.
Una de las primeras revistas punk del Reino Unido fue Sniffin' Glue, producida por Mark Perry, quien también fundó la banda Alternative TV, en 1976. Perry produjo el primer número fotocopiado de Sniffin' Glue en Londres después de asistir al concierto de los Ramones el 4 de julio de 1976 en Roundhouse. En los años siguientes se produjeron fanzines punk en muchos países europeos. El primer ejemplar en irlandés se publicó en marzo de 1977.
En Australia, en 1977, inspirados por The Saints y Radio Birdman, Bruce Milne y Clinton Walker fusionaron sus respectivos primeros fanzines Plastered Press y Suicide Alley para lanzar Pulp; Milne luego inventó el fanzine en casete con Fast Forward, en 1980. Otra publicación temprana fue Self Abuse, publicada por primera vez en Sídney en diciembre de 1977.

### Años 1980

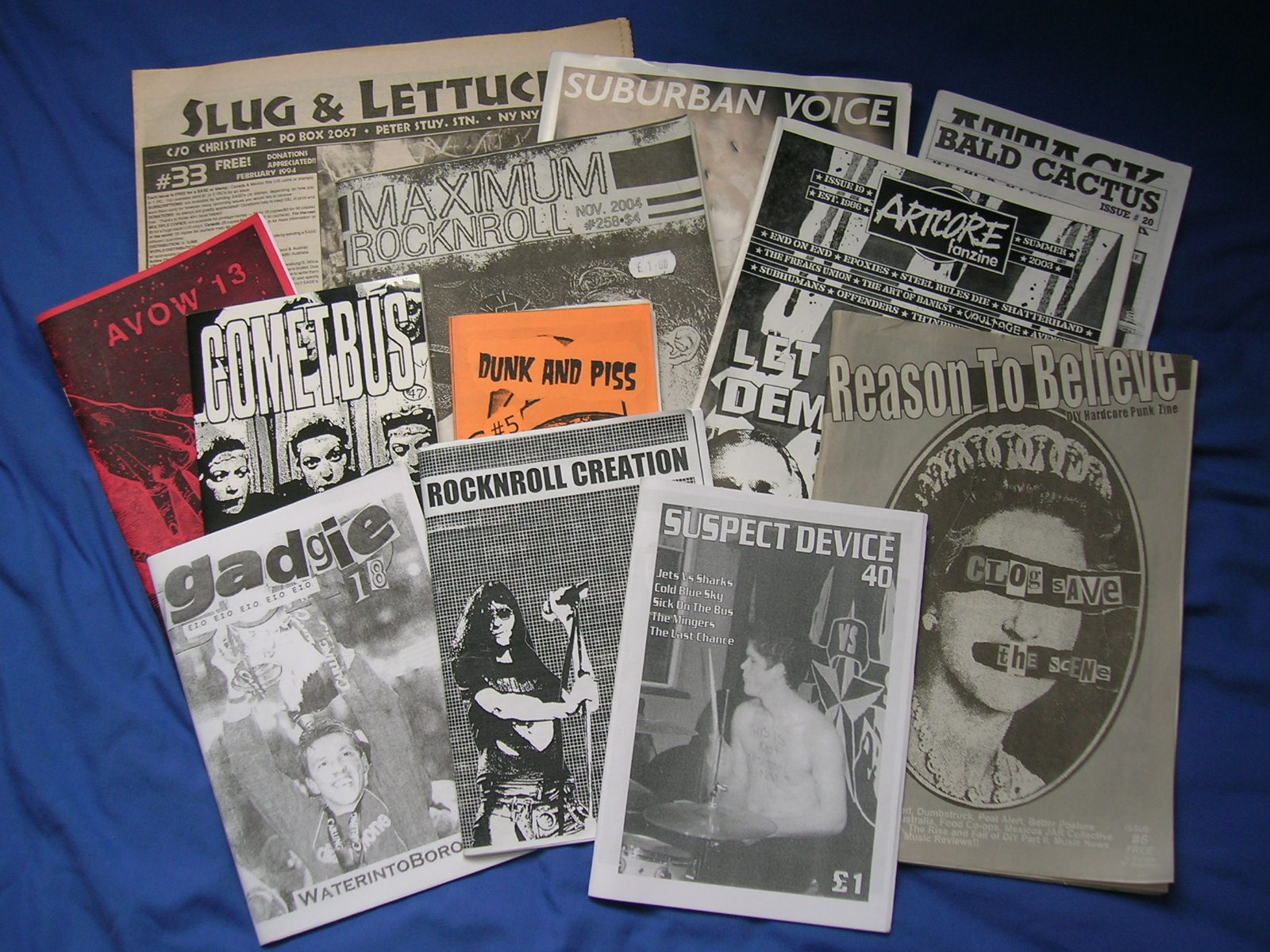
Fanzines punk británicos y estadounidenses, 1994-2004.

El grupo políticamente cargado Maximum RocknRoll y el anarquista Profane Existence fueron notables punkzines que se fundaron en la década de 1980. En esa época, la mayoría de las escenas punk locales tenían al menos una revista punkzine. La revista Factsheet Five hizo una crónica de miles de publicaciones y zines underground de los años 1980 y 1990.
En la década de 1980, la escena de autopublicación punk se expandió rápidamente para incluir numerosas subculturas diferentes dentro del género. Por ejemplo, el nacimiento del movimiento Queercore: inspirada por el deseo de cambio social, la subcultura estuvo representada por fanzines que buscaban aceptar a aquellos dentro de la comunidad LGBT que también estaban involucrados en el punk y también tenían temas abrumadores de promoción de los derechos individuales. Los temas discutidos en los números a menudo generaban foros y salas de chat donde los lectores podían compartir sus opiniones. Este género de fanzine era autosuficiente y se producía de forma artesanal. El queercore suele atribuirse a una revista con sede en Toronto titulada J.D.s, una abreviatura de juvenile delinquents («delincuentes juveniles»), creado por H. Quinn y coeditado con Bruce Wayne. HQs era una revista de estilo corta y pega que contenía manifiestos y diálogos sobre la identificación como queer dentro de los ámbitos de la comunidad punk.  Otros fanzines que iniciaron este movimiento son Chainsaw, Outpunk y Homocore. Los fanzines queercore también influyeron en los fanzines riot grrrl de finales de los años 1980 y 1990.

### Fanzines Riot Grrrl
El movimiento «riot grrrl» surgió de la escena punk en Estados Unidos cuando las mujeres comenzaron a producir fanzines con temas feministas. La ola «riot grrrl» influyó en los pinkzines porque exigía a las mujeres que publicaran y produjeran contenidos en una cultura dominada por los hombres. Al abordar cuestiones políticas desde un punto de vista personal, los fanzines ganaron popularidad en el mundo underground del punk. El formato de los fanzines «riot grrrl» era similar al de los fanzines queercore, en el sentido de que eran copias y pegas y fotocopias, y muchos incluían collages. Las revistas punk autoeditadas de esta época, como Bikini Kill, Girl Germs, Le Tigre y Jigsaw, fueron publicadas por miembros de bandas riot grrrl que apoyaban la idea de que las mujeres aprendieran a tocar música y se sintieran autoempoderadas. Otros temas aparentes en esta categoría de fanzines incluyen el activismo, el cambio social, la sexualidad, la imagen corporal y la discusión de temas controversiales como el abuso y el racismo.

## Lista de fanzines punk
- Absolutely Zippo
- Artcore
- Black Market Magazine
- Capitol Crisis
- Chainsaw
- Cometbus
- Damage
- Flipside
- Forced Exposure
- Gadgie
- Girl Germs
- Heartattack
- Homocore
- Jamming
- J.D.s
- Kill Your Pet Puppy
- Lights Go Out
- Love & Molotov Cocktails
- Matter
- New York Rocker
- No Cure
- Outpunk
- Ox-Fanzine
- Pork
- Profane Existence
- Punk Magazine
- Rancid News
- Rave On
- Razorcake
- RE/Search
- Ripped and Torn
- Slash
- Slug and Lettuce
- Sluggo!
- Sniffin' Glue
- Spuno
- Suburban Voice
- Suburban Rebels
- TNSrecords Fanzine
- Touch and Go